# Winssen
Winssen (Uitspraak: [ˈʋɪnsən]) is het kleinste dorp van de gemeente Beuningen in de Nederlandse provincie Gelderland; het heeft ruim 2000 inwoners. Het dorp ligt ten noorden van de Van Heemstraweg en ten zuiden van de rivier de Waal.

## Etymologie
De eerste vermelding van de naam Winssen dateert uit de vroege Middeleeuwen. In 1028 heette het Windeshem. De betekenis zou kunnen zijn: woonplaats aan de grens van het Rijk van Nijmegen. Want 'winde' betekent grenszijde en 'hem' ook wel 'heem' betekent woonplaats of dorp. 

## Geschiedenis

### Romeinse Tijd
Winssen werd reeds in de Romeinse tijd bewoond, zoals blijkt uit opgravingen. De middeleeuwse bevolking concentreerde zich langs de overloopgeulen van de Waal. Deze bevonden zich waar nu de Leegstraat en de Notaris Stephanus Roesstraat lopen. De overloopgeulen fungeerden als veedriften waarlangs het vee vanaf de hoeven naar de gemeenschappelijke weiden werd gedreven. 

### Middeleeuwen
Het noordelijke deel van de Winssense bebouwing is, waarschijnlijk na een laat-middeleeuwse overstroming, ten prooi gevallen aan de Waal. Een indicatie hiervoor is de locatie van de middeleeuwse kerktoren. Deze ligt namelijk dicht bij de Waal, terwijl we mogen aannemen dat de kerk oorspronkelijk in het midden van het kerkdorp gebouwd is. In de twaalfde eeuw kende men het adellijke geslacht Van Winssen, dat het Huis te Winssen stichtte. Tussen 1321 en 1361 is meerdere malen sprake van het graafschap Winssen.

## Demografie
Op 1 januari 1818 werd de gemeente Winssen onderdeel van de gemeente Ewijk. Op 1 januari 1980 werden de gemeenten Ewijk en Beuningen samengevoegd tot de gemeente Beuningen. In de loop der jaren is de bebouwing flink toegenomen. Op 15 januari 2024 werd bekendgemaakt dat het plan Winssen-Zuid, een bouwproject aan de Kennedysingel dat voorziet in vierhonderd woningen, gefaseerd zal worden uitgevoerd. 

## Cultuur

### Bezienswaardigheden en monumenten
- Het cultuurkerkje in Winssen werd in 1805 gebouwd als zaalkerk, midden op de oude weg tussen Huis te Winssen en het dorp. In 1873 werd de zaalkerk uitgebouwd met een ‘voorschip’ en de klokkentoren. Het kerkje, aangewezen als gemeentelijk monument en als officiële trouwlocatie van de gemeente Beuningen, is een van de pareltjes van het dorp. Sinds 2016 zijn er vanwege teruglopende kerkbezoeken geen diensten meer. Tegenwoordig worden er exposities, concerten, lezingen en huwelijken gehouden.

- Ook de Tempelhof kun je bezoeken. Dit kunstenaarshuis van Huub en Adelheid Kortekaas met atelier en tuin is cultureel erfgoed.
- Heilig Hartbeeld
- Sint-Antonius van Paduakerk
- Beatrixmolen
- De R.K. pastorie
- Huis Bloemenstein
- Het Paradijs
- Brouwershofstad
- De herenboerderij Het Hoogh Huys

## Natuur
Een historische recreatieve fietstocht van circa twintig kilometer is gemaakt langs historische gebouwen en monumenten in het prachtige rivierenlandschap van de gemeente Beuningen. De tocht gaat over landelijke weggetjes en een stuk dijk langs kastelen, boerderijen, kloosters, kerken, dijkmagazijnen, deftige herenhuizen, een Romeinse nederzetting en een mausoleum. De weg gaat ook over de Haneman. Reeds in 1585 is er sprake van de zogenaamde Hannemansche goederen in Winssen. Deze behoorden toe aan de kartuizers van het klooster Bethlehem te Roermond, die ook in Nijmegen een fraterhuis bezaten in de Bottelstraat in de Benedenstad. Deze 'geestelijke' goederen bestonden uit de boerderijen: de Groote en Kleine Hanneman, Poelhof en Nieuwhof. Ten noorden ligt de Waal. 

## Onderwijs
Er is één basisschool in Winssen: de Wegwijzer.

## Sport
Er zijn in Winssen diverse sportclubs: RODA '28 (voetbal), de Weekenders (volleybal), de Winsetters (tennis) en Taiiku (judo). 

## Verkeer en vervoer
Winssen ligt aan de Van Heemstraweg, de langste doorgaande weg in Nederland met één straatnaam. Vanaf daar ben je met de auto snel op de N322, de A50 en de A73. Bus 85 van Breng rijdt tussen Nijmegen en Druten en stopt op vier haltes in Winssen.

## Geografie
Winssen ligt 7 kilometer ten westen van Nijmegen, met de dorpen Weurt, Beuningen en Ewijk daar tussen.

## Bekende Winssenaren
- Willem Joseph van Ghent (1626-1672), admiraal
- Gradus Gradussen (1798-1880), architect en orgelbouwer
- Willem en Hend Gradussen (geboren in Winsen in 1831 en 1839, zoons van Gradus), orgelbouwers
- Hendrik Roes (1864-1941), kapelaan en pastoor te Deurne
- Wouterus Jacobus Zweers (1905-1964), burgemeester
- Henk Pröpper (1906-1995), luitenant-admiraal
- Huub en Adelheid Kortekaas (1935-2024 en 1947), in Winssen werkzaam en woonachtig kunstenaarsduo
- Carlos Aalbers (1964), voormalig voetballer en technisch directeur van N.E.C.
- Hayke Veldman (1969), oud politicus
- Rop Verheijen (1974), acteur

## Afbeeldingen

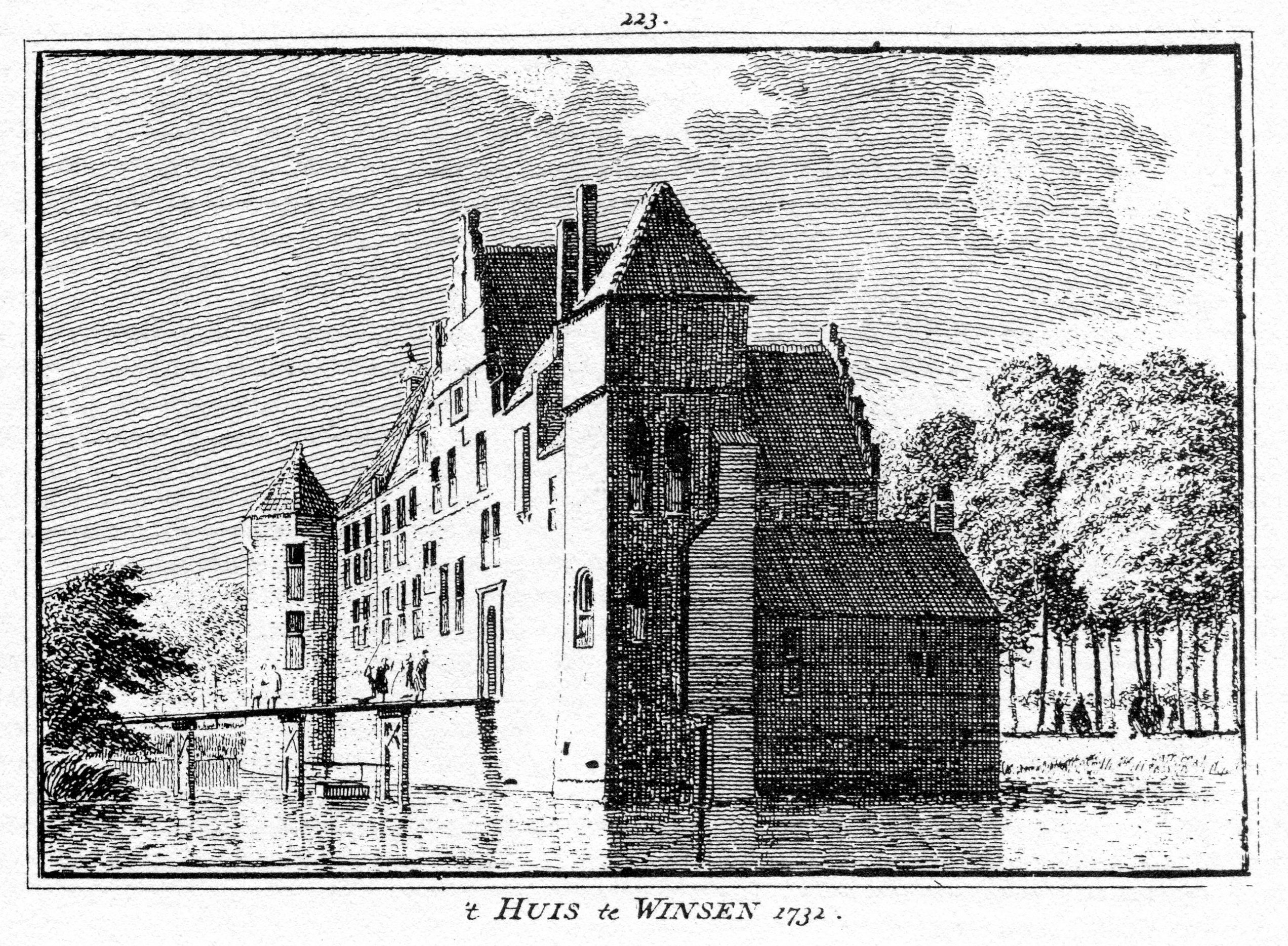
" 't Huis te Winsen" (1732) door Cornelis Pronk
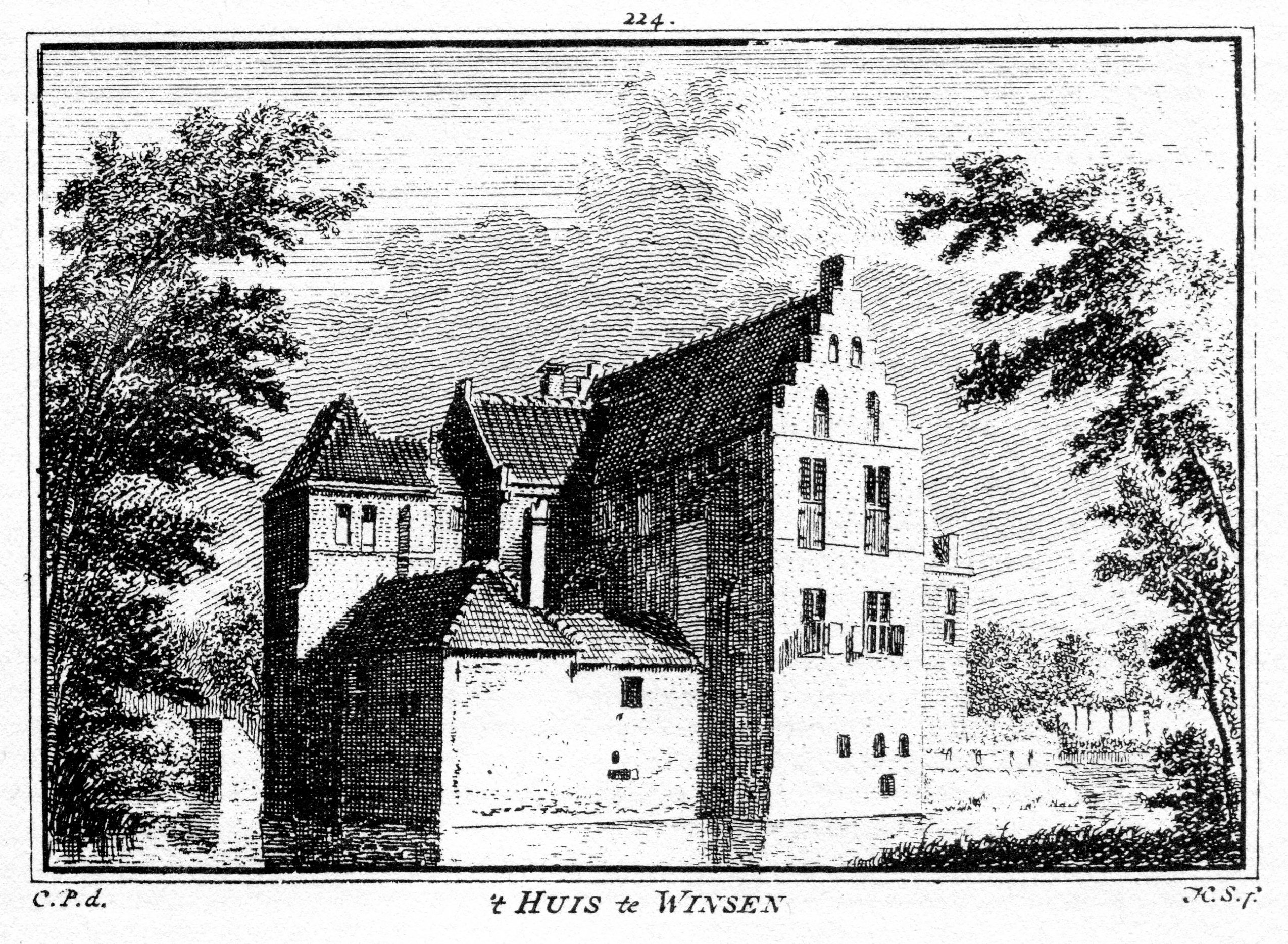
" 't Huis te Winssen"(1732) door Cornelis Pronk
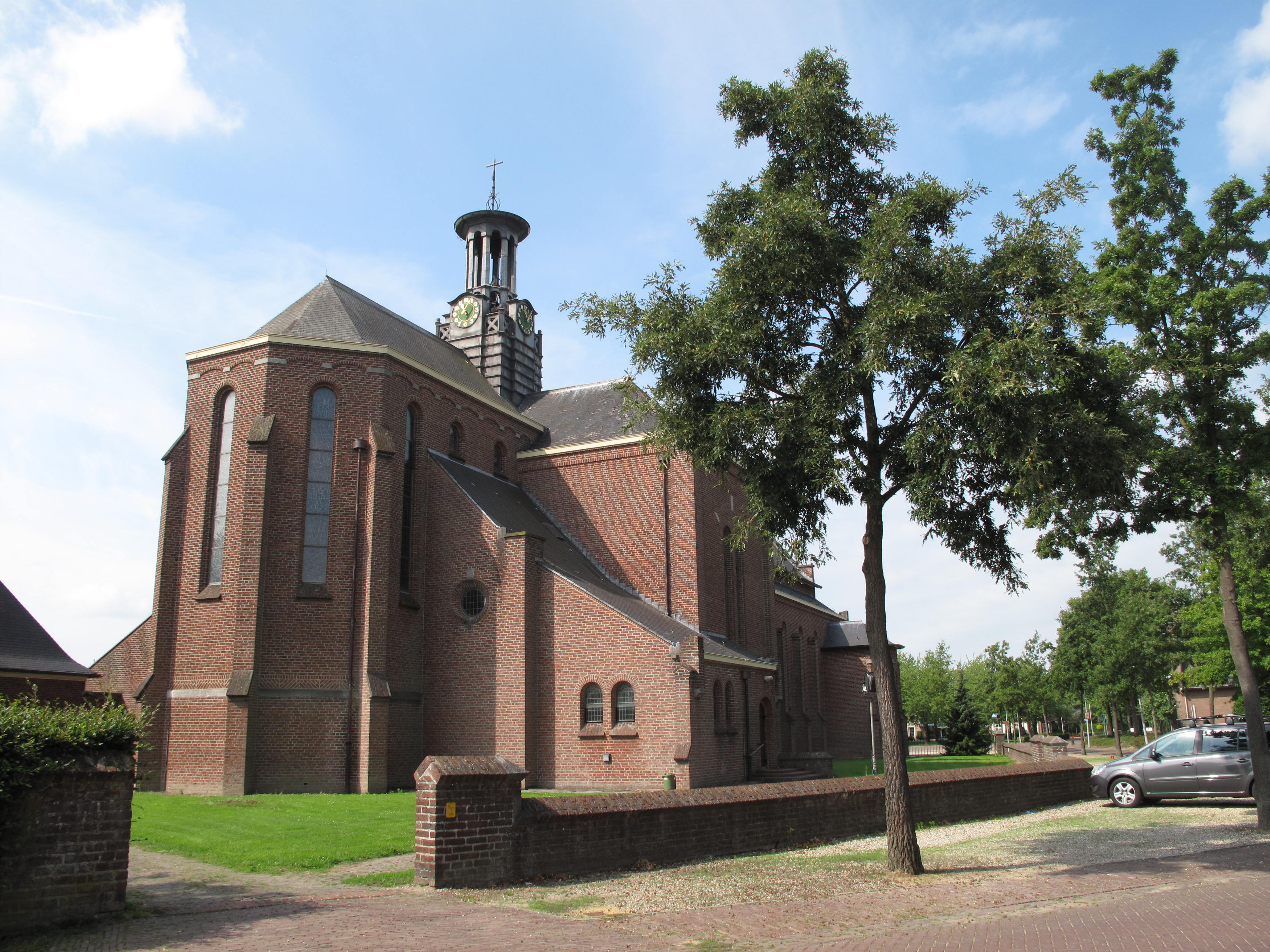
Winssen, Sint-Antonius van Paduakerk
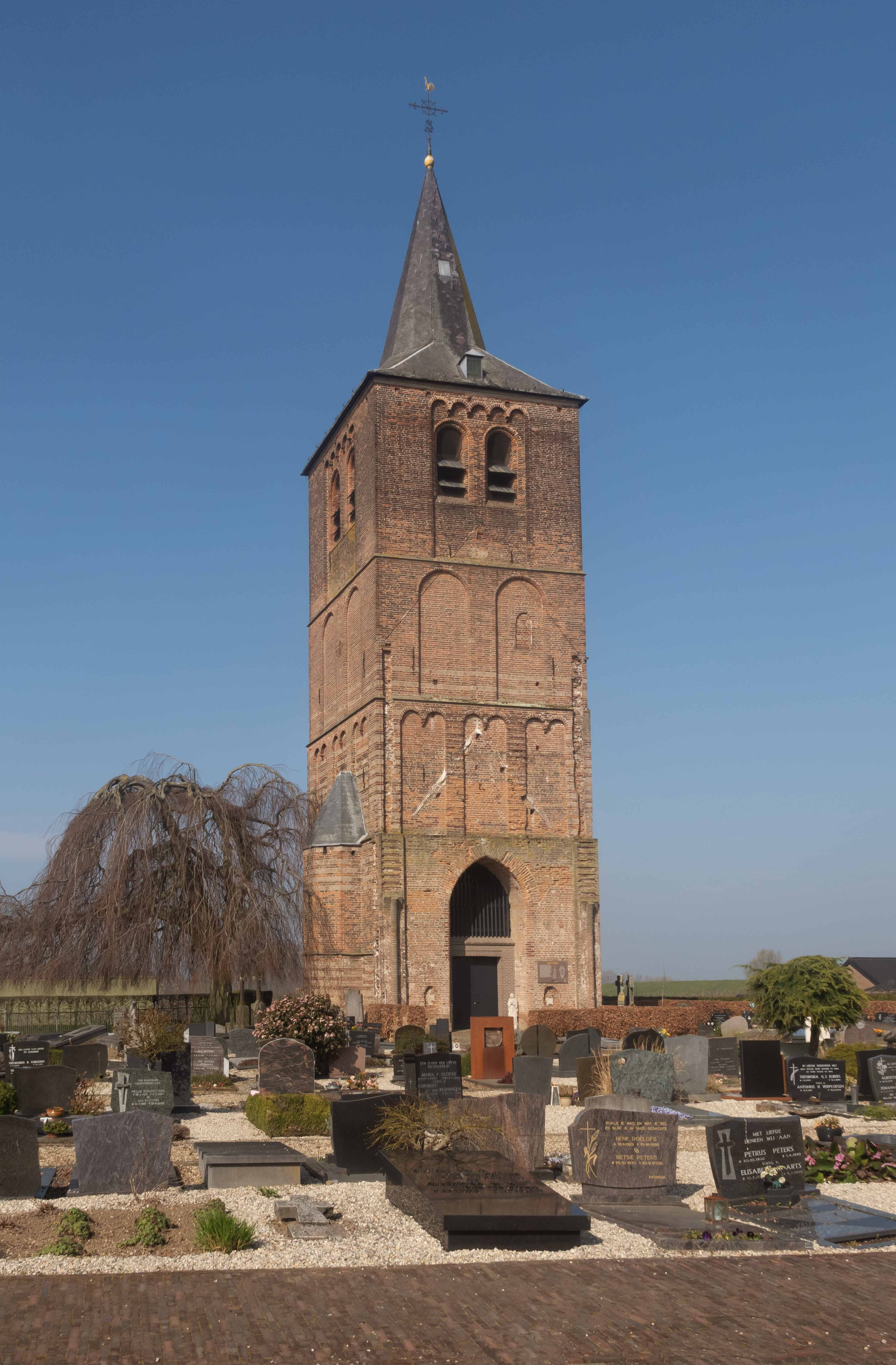
Winssen, Oude Toren en begraafplaats
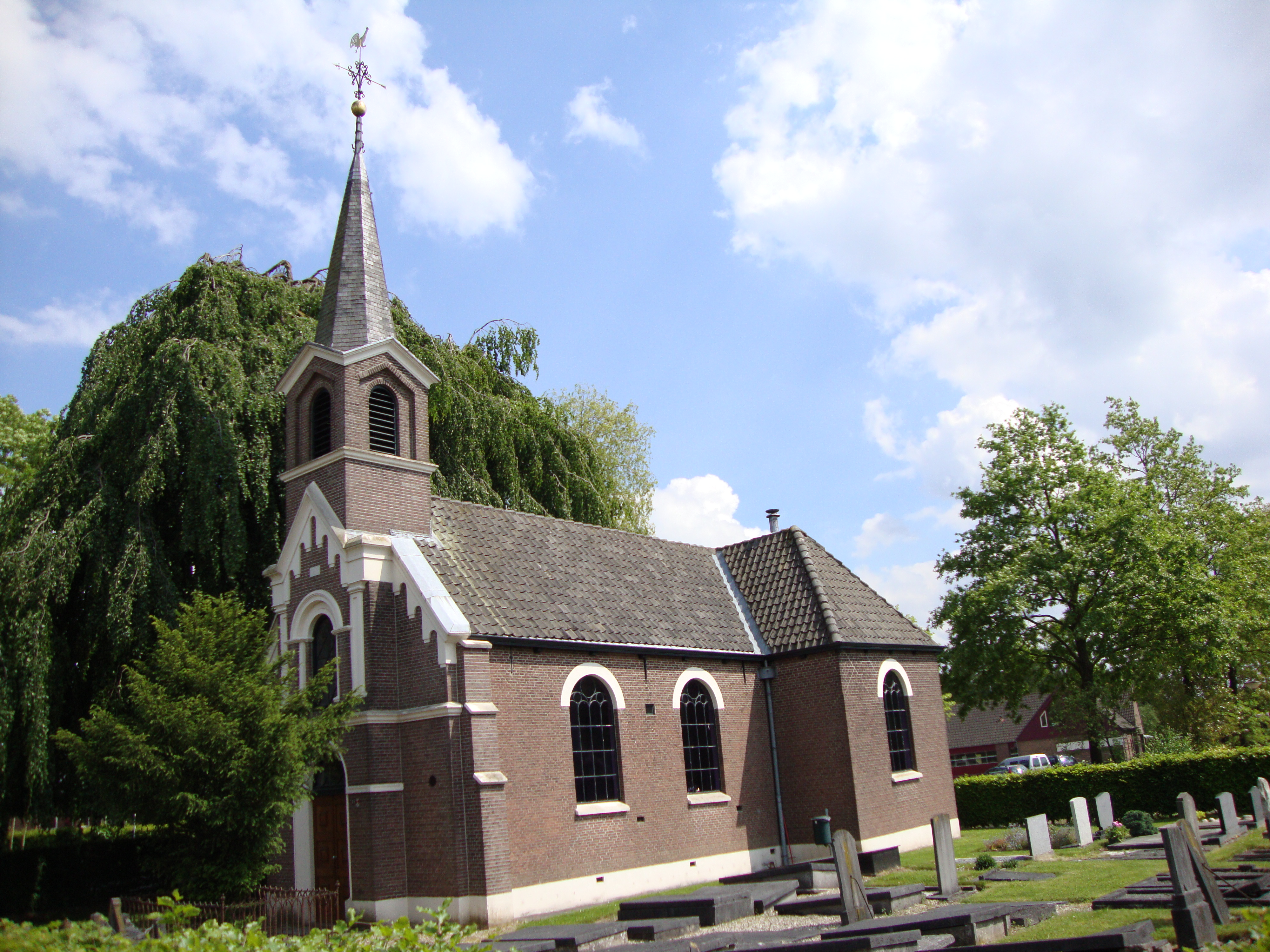
Winssen, Cultuurkerkje, 1805 (Hervormd kerkje, met begraafplaats)
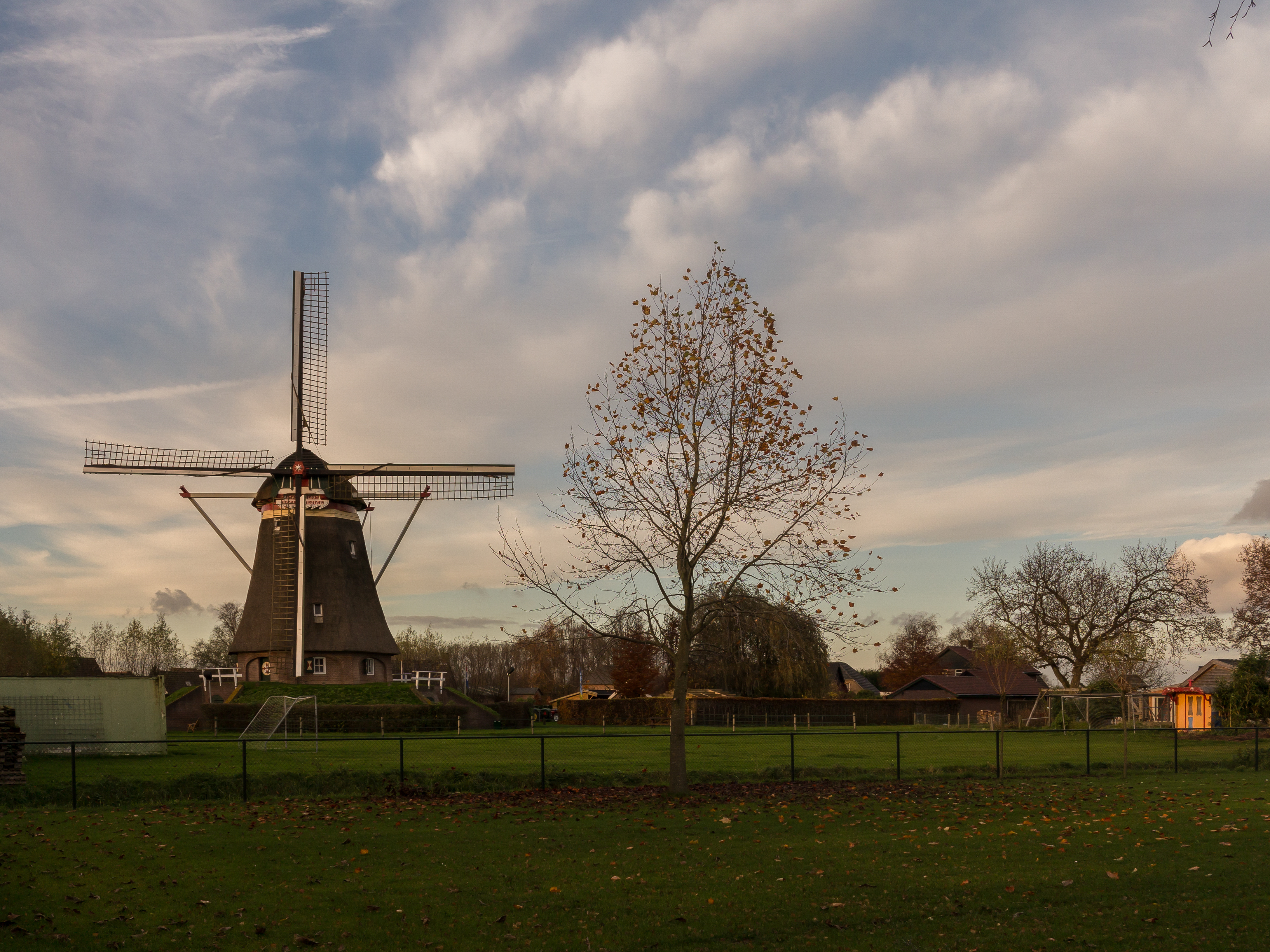
Winssen, Beatrixmolen
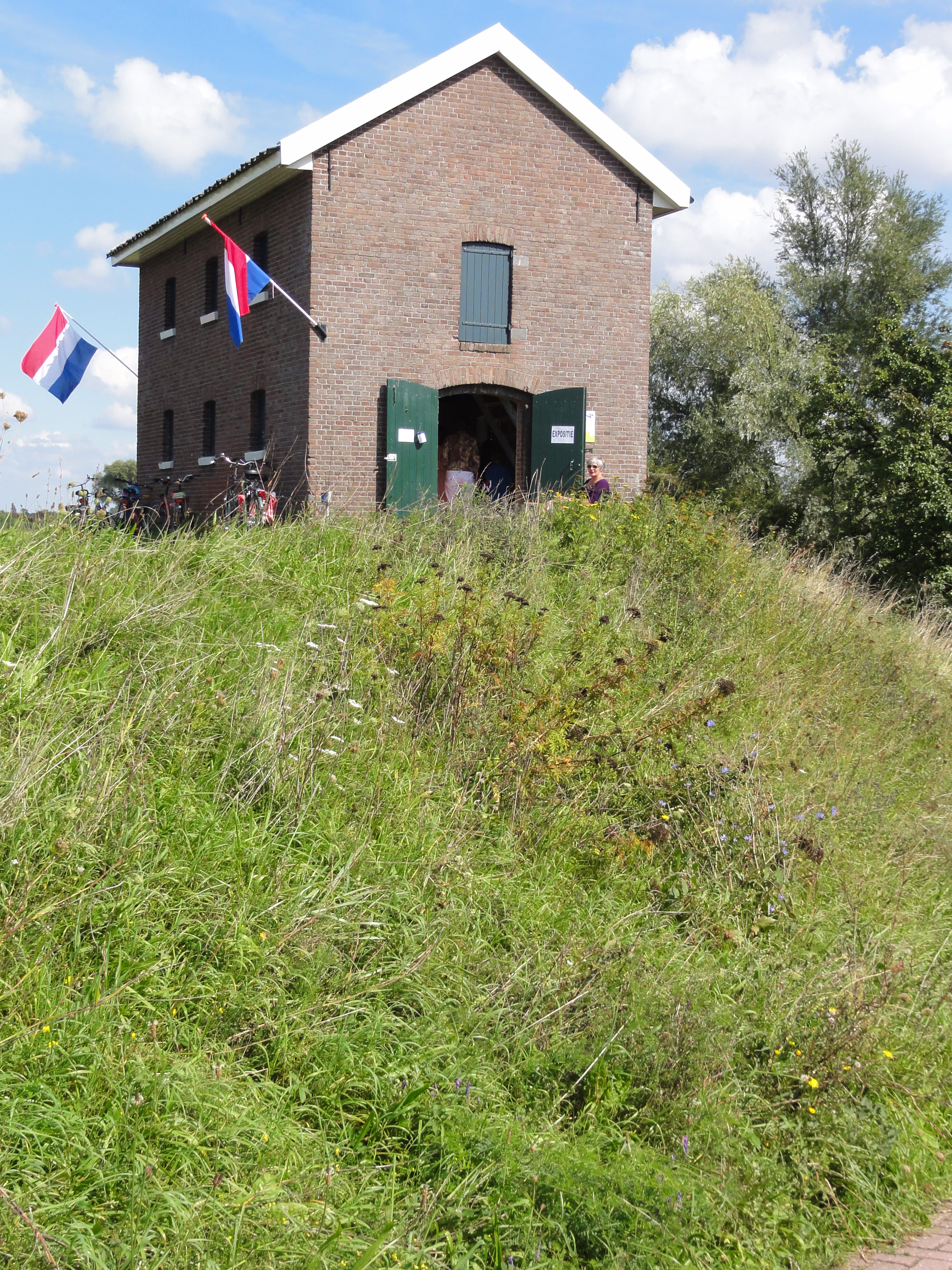
Winssen, dijkmagazijn
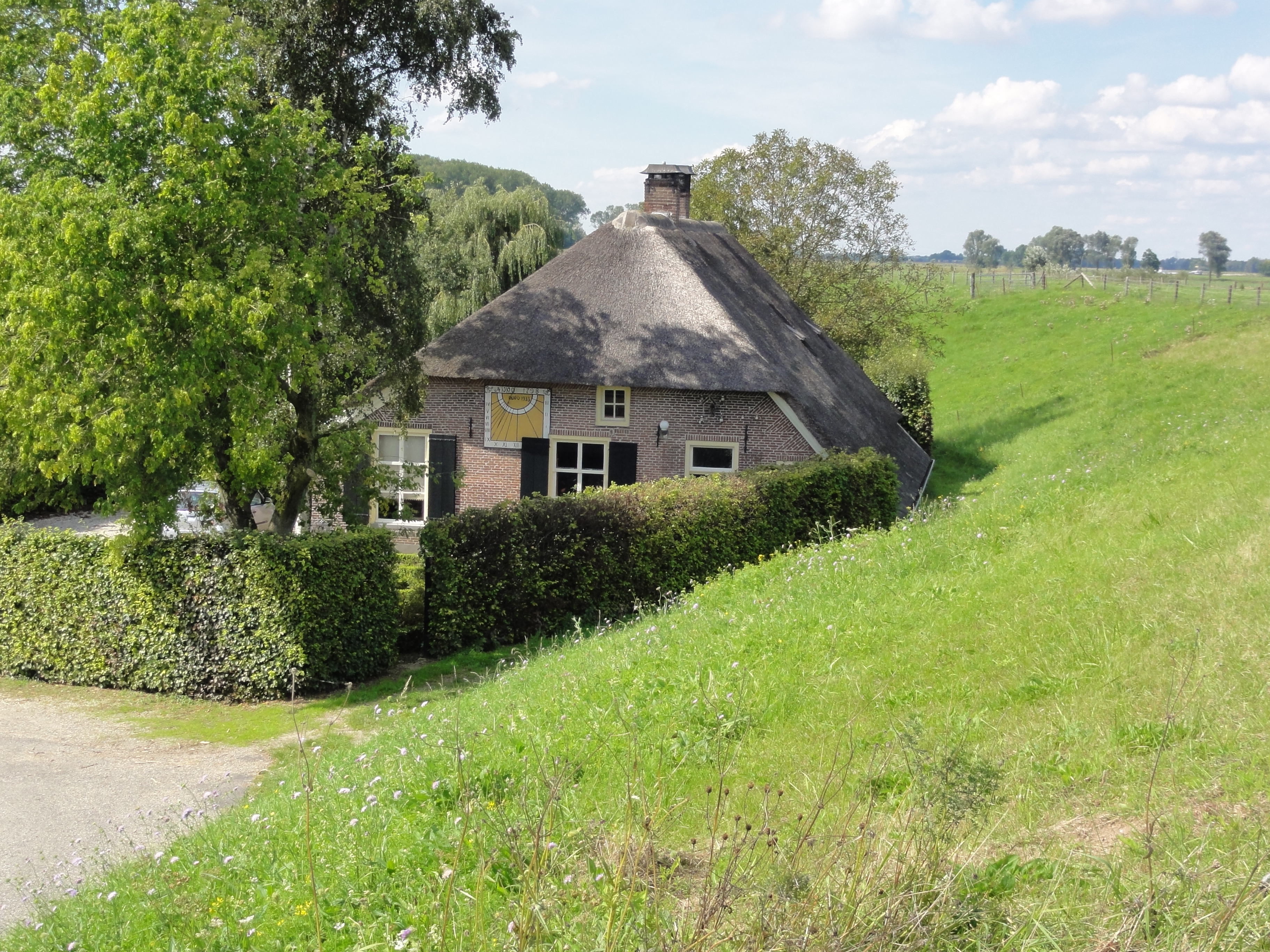
Winssen, dijkboerderij
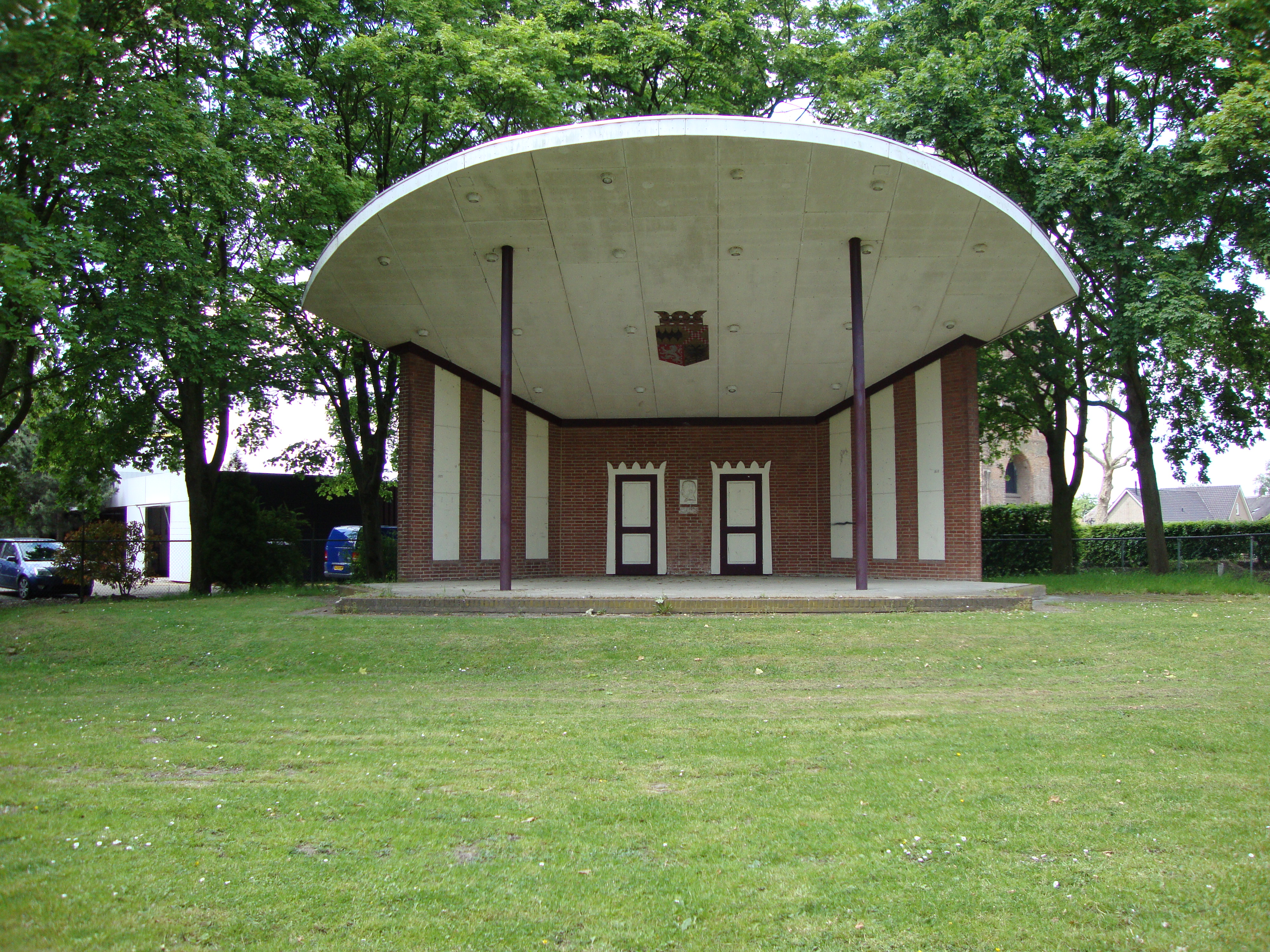
Winssen, muziekkiosk
- Winssen loopt uit voor tweejaarlijkse Molen feesten (2018)